# David M. Raup
David Malcolm Raup (* 24. April 1933 in Boston, Massachusetts; † 9. Juli 2015 in Sturgeon Bay, Wisconsin) war ein US-amerikanischer Paläontologe.

## Leben
David Raup studierte an der University of Chicago (Bachelor 1953) und an der Harvard University mit dem Master-Abschluss 1955 sowie der Promotion in Geologie 1957. 1956/57 war er Instructor für Paläontologie der Wirbellosen am Caltech und war ab 1957 Assistant Professor und dann Associate Professor an der Johns Hopkins University und ab 1966 Associate Professor und dann Professor an der University of Rochester. Ab 1982 war er Professor für Evolutionsbiologie an der University of Chicago, ab 1984 Swell L. Avery Distinguished Professor, an der er 1994 emeritiert wurde; danach zog er auf die Insel Washington Island im Lake Michigan. Er war unter anderem Gastprofessor an der Universität Tübingen (1965, 1972), an der Universität Chicago (1977, 1978) und war auch am Field Museum of Natural History in Chicago Kurator. Er war 1978 bis 1980 Vorstand der geologischen Abteilung am Field Museum und 1980 bis 1982 Dekan für Wissenschaft. 
1997 erhielt er die Paleontological Society Medal der Paleontological Society, deren Präsident er 1976/77 war, und 1973 deren Charles Schuchert Award. Er war Fellow der National Academy of Sciences und der American Academy of Arts and Sciences. Er war Mitglied der American Association for the Advancement of Science sowie der American Philosophical Society (2002) und Vizepräsident der American Society of Naturalists.
Unter anderem befasste er sich mit Massenaussterben, wobei er mit seinem Kollegen Jack Sepkoski einen Zyklus von 26 Millionen Jahren vorschlug. Als mögliche Ursache wurde die Nemesis-Hypothese vorgeschlagen. Auch wurde von Michael R. Rampino darauf hingewiesen, dass das Sonnensystem den Kern der Milchstraße einmal in diesem Zeitraum umrundet und dabei die Oortsche Wolke durchquert. Aus der Bahn geworfene Kometen könnten mit den Planeten wie der Erde kollidieren. Neben Fragen zu Evolution und Massenaussterben befasste er sich mit Mineralogie und Kristallographie von Skelettknochen, theoretischer Morphologie, Paläoökologie und Computeranwendungen in der Paläontologie.
David M. Raup starb am 9. Juli 2015 im Alter von 82 Jahren in Sturgeon Bay, Wisconsin. Er hinterließ seine Frau, mit der er seit 1987 verheiratet war, einen Stiefsohn und einen Sohn aus einer früheren Ehe.

## Schriften
- mit Steven M. Stanley Principles of Paleontology, Freeman 1971, 2. Auflage 1978
- Herausgeber mit David Jablonski Patterns and processes in the history of life, Dahlem workshop 1985, Springer Verlag 1986
- Extinctions. Bad genes or bad luck?, Norton 1991, deutsche Ausgabe: Ausgestorben, Köln, vgs 1992
- The Nemesis Affair: A Story of the Death of Dinosaurs and the Ways of Science, Norton 1999, deutsche Ausgabe Der schwarze Stern: wie die Saurier starben; der Streit um die Nemesis-Hypothese, Rowohlt 1990
- Raup, Sepkoski Mass extinctions in the fossile marine record, Science, Band 215, 1982, S. 1501, Abstract (statistische Unterstützung für vier große Massenaussterben im Ordovizium, Perm, Trias, Kreide)
- Raup, Sepkoski The role of extinction in evolution, Proc. Nat. Acad. Sci., Band 91, 1994, S. 6758, pdf
- Raup: Geometric Analysis of shell Coiling: coiling in ammonoids,  Journal of Paleontology, Band 41, 1966, S. 43–65, pdf